# Azy (Orang-Utan)

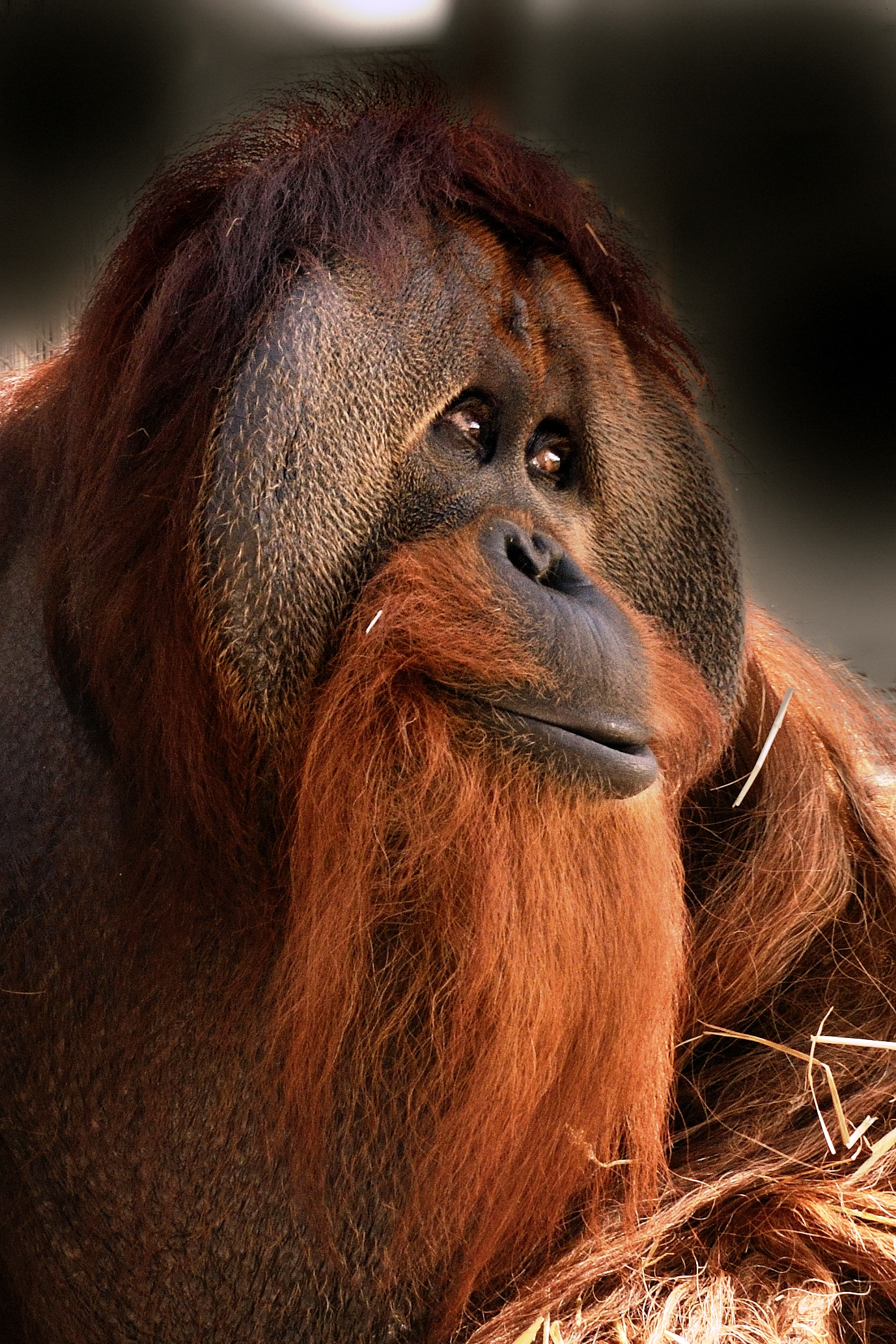
Azy

Azy (* 24. Dezember 1977 in Rock Creek Park, Washington, D.C.) ist ein männlicher Orang-Utan, der seit 2010 im Simon Skjodt International Orangutan Center des Indianapolis Zoo lebt, nachdem er mit fünf anderen Orang-Utans aus dem Great-Ape-Trust-Forschungszentrum dorthin umzog. Rob Shumaker, sein langjähriger Erforscher, fungiert als Präsident des Zoos.
Der Menschenaffe wurde 1977 im Smithsonian National Zoological Park geboren und lebte bis 1980 im Zoo von Albuquerque. Er wiegt rund 270 Pfund und hat eine Armspannweite von etwa 2,5 Meter.

## Orang Utan Language Project
1995 begann Shumaker im sogenannten Think Tank des Smithsonian’s Zoo mit Azy und seiner Schwester Indah sowie zwei weiteren Orangs ein Sprachprojekt (Orang Utan Language Project) als Teil einer Forschungsreihe zur Kognition bei Menschenaffen. Dabei zeigten beide kognitive Fähigkeiten, die für Orangs außergewöhnlich sind.
Bei Tests zur Gedächtnisleistung und Problemlösungsstrategie schnitt Azy durchgängig überdurchschnittlich ab. Gleich bei Beginn der Tests gelang ihm sogar die Flucht aus seinem Gehege.
In der Folge wurden Azy und Indah die einzigen Orangs weltweit, die lernten, mit der Hilfe geschriebener Symbole zu kommunizieren. 2003 beherrschten beide 13 Symbole. Sie konnten auch die Anzahl von Objekten mit den Zahlen 1 bis 3 bezeichnen und sie danach ordnen. Nach dem Tod von Indah im Jahr 2004 ist Azy der einzige lebende Orang-Utan mit diesen Fähigkeiten. Der Orang-Utan Chantek erlernte hingegen über 100 Begriffe der Zeichensprache.
Mit Hilfe eines für die Primaten entwickelten Computerprogramms verwendet Azy kaum vier Jahre später über 70 Symbole für verschiedene Objekte, darunter Nahrung, Personen und andere Orangs. Azy stellte auch unter Beweis, dass er in der Lage ist, die Perspektive anderer Individuen nachzuvollziehen.
Von September 2004 bis zu seinem Umzug nach Indianapolis war er zu weiteren Forschungen im 2002 neugegründeten Great-Ape-Trust-Forschungszentrum in Des Moines, Iowa untergebracht.
Azy wird in einer Folge der BBC-Dokumentationsreihe Nature: Extraordinary Animals ausführlich porträtiert.

## Belege
1. ↑  Four Great Ape Trust Orangutans transferred to Indianapolis Zoo (Memento vom 19. April 2012 im Internet Archive)
2. ↑  Meet Azy. In: azyandfriends.com. Indianapolis Zoo, abgerufen am 11. November 2024.
3. ↑  National Zoo Puts Six Orangutans to Work in a High-Wire Act. The New York Times, 21. August 1995.
4. ↑  Furry logic. The Guardian, 19. Juni 2003.
5. ↑  Robert William Shumaker: An Examination of Numerical Competence Within the Family Hominidae with an Emphasis on Orangutans (pongo pygmaeus). Dissertation abstracts international, Section B: The Sciences and Engineering 62,10 (2002), S. 4416.
6. ↑  Des Moines Orangutan Dies, Radio Iowa, 13. November 2004.
7. ↑  Gespräche unter Verwandten. Der Spiegel, 17. Dezember 2007.
8. ↑  Animal Minds. National Geographic, März 2008.
9. ↑  Extraordinary Animals (Memento vom 3. Dezember 2008 im Internet Archive)